# Spheric Music
Spheric Music ist ein im Jahre 1991 von Lambert Ringlage gegründetes deutsches Musiklabel, das auf elektronische Musik spezialisiert ist. Das zunächst für die eigenen unter Lambert erschienenen Alben gegründete Label ist mittlerweile zu einem der bekanntesten unabhängigen deutschen Label mit eigenen Musikproduktionen und Vertrieb für Genre-spezifische Veröffentlichungen geworden.
Produziert wurden und werden unter anderem Künstler wie Alien Nature, Apeiron, Axess, Erik Seifert, Berlin Heritage, Bertrand Loreau, Food for Fantasy, Hypnosphere, Indra, Jiannis, Klangwelt, Lambert, Rudolf Heimann, Robert Schroeder, Palantir und Vanderson.
Am 5. März 2005 richtete das Label das Spheric Music Festival in Essen aus. Auf der Veranstaltung spielten die Künstler Erik Seifert, Alien Nature, Rainbow Serpent und Wolfram Spyra & Chris Lang. Trotz guter Besucherzahlen und positiver Kritik fand keine Folgeveranstaltung statt.
Zum 25-jährigen Bestehen veröffentlichte Spheric Music den Sampler „Spheric Music - Silver“ mit unveröffentlichten Titeln seiner Künstler, sowie Gästen (Joel Fajerman, Klaus Schulze).